# Pinatae
În Clasa Pinatae sunt cuprinse atât specii de gimnosperme fosile cât și specii actuale. În total clasa cuprinde circa 55 de genuri și 600 de specii.

## Caracterele generale ale clasei Pinatae
- Tulpina de obicei este ramificată monopodial.
- Frunzele sunt cel mai adesea:
  - persistente;
  - mici;
  - aciculare sau solziforme.
- Florile sunt unisexuate.